# Chromatomyia aprilina
Chromatomyia aprilina este o specie de muște din genul Chromatomyia, familia Agromyzidae, descrisă de Goureau în anul 1851.
Este endemică în Franța. Conform Catalogue of Life specia Chromatomyia aprilina nu are subspecii cunoscute.